# Теорија црноморског потопа
Теорија о потопу Црног мора је назив за хипотезу према којој је данашње Црно море настало тако што се до тада слатководно језеро повлачењем глечера након последњег леденог доба нагло напунило морском водом из Средоземног мора кроз Босфорски мореуз.
Иако се та хипотеза први пут појавила у Њујорк тајмсу у децембру 1996. године, први докази у прилог њој су објављени од стране Вилијама Рајана и Валтера Питмана, геолога са Колумбија универзитета 1998. године.
Рајан и Питман тврде да је потоп, који се по њиховој процени догодио око 5600. п. н. е, изазвао миграције народа са тог простора у Панонску низију те допринео ширењу тамошње неолитске културе (Трипољска култура) по југоисточној Европи и довео до мешања са тамошњом Винчанском културом. Неки га настоје објаснити и као инспирацију за бројне митове и легенде о Великом потопу, као и саму библијску причу о Нојевој барци.